# Yaginumaella gogonaica
Yaginumaella gogonaica är en spindelart som beskrevs av Zabka 1881. Yaginumaella gogonaica ingår i släktet Yaginumaella och familjen hoppspindlar. Inga underarter finns listade i Catalogue of Life.